# OpenOffice.org Draw
OpenOffice.org Draw er et tegneprogram der hører til officepakken OpenOffice.org
| Software | Spire Denne artikel om software og programmering er en spire som bør udbygges. Du er velkommen til at hjælpe Wikipedia ved at udvide den. |